# Garry Buckley
Garry Buckley (Cork, 19 agosto 1993) è un calciatore irlandese, centrocampista del Galway Utd.

## Carriera
Ha giocato nella massima serie irlandese.